# جود رييس
جود رييس (بالإنجليزية: Jude Reyes)‏ هو شخصية أعمال أمريكي، ولد في 1955 في ماريلند في الولايات المتحدة.